# Мудехар
Мудехар (на испански: mudéjar; от арабски: مدجّن – „домашен“, „питомен“) има двояко значение.
Това е главно наименованието на мюсюлманите, останали под властта на християнските владетели в Испания и Португалия в резултат от Реконкистата. Така се нарича и стилът в изкуството (главно в архитектурата), присъщ на мудехар.
Останалите на Иберийския полуостров мюсюлмани заедно с евреите се ползват със значителна автономия и покровителство от страна на властите до към средата на XV в. и играят огромна роля за икономическото развитие на отвоюваните области. Значителна част от тях постепенно изоставят своята религия и се обръщат в християнство.
Едноименният стил на характерното за тях изкуство датира от 12 – 16 век. В мудехар като архитектурен стил се смесват арабски и испански влияния. Зоните в Испания, където има най-много и най-интересни образци на мудехар са Толедо, Леон, Арагон и Андалусия – във всяка с различни характеристики. В Португалия има сходни влияния, а от Иберийския полуостров мудехар се пренася и в Латинска Америка.
Примери за мудехарската култура в Латинска Америка са Коро във Венецуела и манастирът „Сан Франциско“ в Лима, Перу; и Iglesia del Espíritu Santo в Хавана, Куба.